# Tuc de Molières
El Tuc de Molières, Pic de Molières o Pic de Mulleres (en aragonès Tuca de Mulleres o Cap de Mulleres) de 3.010,1 metres d'altitud està situat al bell mig del cordal granític pirenaic, a les capçaleres de la Vall de l'Escaleta (Alt Éssera) cap a l'oest i de la Vall de Molières, cap a l'est. Fronterer, per tant, entre Aragó i Catalunya. En àmbits muntanyencs el nom amb què és més conegut és Tuc de Molières.
El seu cim és en una cresta de blocs de roca, de forma suau al seu conjunt, orientada de nord a sud.
El vessant oest –la Vall de l'Escaleta- és tota ella una llarga tartera de blocs amb sis petits estanys d'origen glacial, que desaigüen al Pla d'Aigualluts, on les aigües es barregen amb les aigües procedents de la Vall de Barrancs. Ambdós rius, ja junts, per un curiós fenomen karst tornen en un llarg recorregut sota terra fins a la Vall d'Aran, al lloc anomenat Güells del Joeu, a l'Artiga de Lin, alimentant finalment la Garona.
El vessant est toca a la Vall de Molières i és el més característic, ja que té un imponent aspecte alpí. Pendents molt drets, amb boscos d'avets i faigs a la part baixa i quatre estanys, també d'origen glacial entre els 2.200 i els 2.400 metres, que donen origen a la Noguera Ribagorçana.
A la part alta d'aquesta vall i sota mateix del pic, existeix una gelera permanent. Damunt del primer dels llacs, segons es remunta la vall, s'hi trobava un refugi de la Federació d'Entitats Excursionistes de Catalunya, amb capacitat per deu persones. Fou inaugurat el 1974 i desmuntat el 2011 degut al seu mal estat. Immediatament, durant l'Agost de 2011 es va instal·lar un nou Refugi Molières. De la mateixa manera que d'altres refugis, la seva utilitat actualment és qüestionada, ja que la millora del material, l'entrenament i les tècniques de progressió dels aficionats a la muntanya fan que l'ascensió al pic (uns 1.400 metres de desnivell) es faci no ja en un dia, sinó en un matí, tant a l'estiu com a l'hivern, essent innecessari fer nit al refugi.
Durant dotze anys consecutius la pujada de la Vall de Molières fins al Pic i el descens per la Vall del Nere (Vall d'Aran) va ser l'itinerari d'una important cursa d'esquí de muntanya, traslladada actualment a la zona de Beret.
Aquest cim està inclòs al Repte dels 100 cims de la Federació d'Entitats Excursionistes de Catalunya.